# I Can See Your House from Here (musikalbum av Camel)
I Can See Your House from Here är ett musikalbum av den brittiska musikgruppen Camel, lanserat 1979 på Decca Records. Skivan var deras sjunde studioalbum och producerades av Rupert Hine. De enda kvarvarande originalmedlemmarna vid tidpunkten var gitarristen Andrew Latimer och trummisen Andy Ward. Phil Collins medverkar på slagverk som gästartist på skivan.

## Låtlista
1. "Wait"- 5:02
2. "Your Love Is Stranger Than Mine" - 3:26
3. "Eye of the Storm" - 3:52
4. "Who We Are" - 7:52
5. "Survival" - 1:12
6. "Hymn to Her" - 5:37
7. "Neon Magic" - 4:39
8. "Remote Romance" - 4:07
9. "Ice" - 10:17

## Listplaceringar
- UK Albums Chart, Storbritannien: #45[1]
- VG-lista, Norge: #18[2]
- Topplistan, Sverige: #36[3]